# Palácio de Torre Tagle

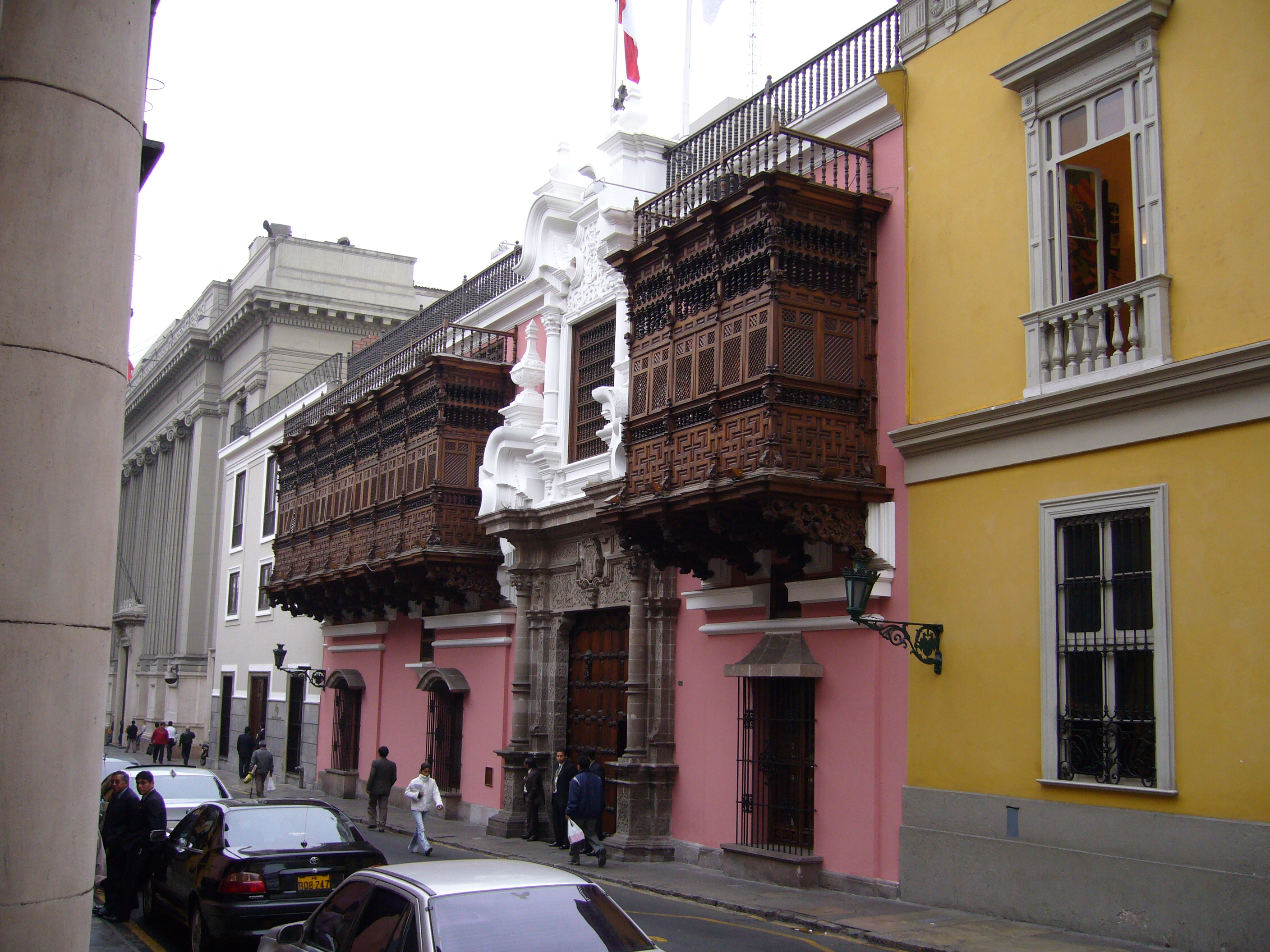
Fachada do Palácio

O Palácio de Torre Tagle é uma mansão da cidade de Lima, no Peru, incluída na área do Centro Histórico de Lima, declarado Patrimônio Mundial pela UNESCO. Data do período colonial e hoje é sede da Chancelaria do Peru, ou Ministério das Relações Exteriores.
O casarão foi construído a partir de 1735 para Don José Bernardo de Tagle y Bracho, Marquês de Torre Tagle. A fachada é notável pelo seu grande frontispício em torno da entrada e pelos balcões em madeira, reminiscentes da arquitetura mudéjar. O interior possui escadarias e salões suntuosos, com painéis em azulejos pintados. Uma das suas atrações é uma antiga carruagem dourada do século XVI.
Em 1918 o prédio foi adquirido pelo governo do Peru para abrigar os escritórios do Ministro das Relações Exteriores, do Vice-ministro e do Protocolo. A visitação só é permitida nos pátios.